# Ro-57
Ro-57 — підводний човен Імперського флоту Японії. 
Корабель, який спорудили у 1922 році на верфі компанії Mitsubishi в Кобе, належав до підтипу L3 (він же тип Ro-57) типу L. 
Перебіг всієї служби Ro-57 відбувався у 6-й дивізії підводних човнів, яка з кінця 1926-го належала до військово-морського округу Йокосука. 
З 1 квітня 1939-го корабель виконував функцію навчального, при цьому з 1 листопада 1941 по 15 січня 1943-го перебував у військово-морському окрузі Куре, після чого повернувся до округу Йокосука. 
15 травня 1945-го Ro-57 виключили зі списків ВМФ, після чого його корпус використовували в Содосімі (Внутрішнє Японське море) для тренувань екіпажів надмалих підводних човнів.
У 1946-му корпус колишнього Ro-57 здали на злам.